# Spathius tahitiensis
Spathius tahitiensis är en stekelart som beskrevs av Nixon 1943. Spathius tahitiensis ingår i släktet Spathius och familjen bracksteklar. Inga underarter finns listade i Catalogue of Life.